# Ivar Sahlin
Ivar Sahlin (ur. 16 grudnia 1895 w Gminie Sundsvall, zm. 24 listopada 1980) – szwedzki lekkoatleta.

## Kariera
Dwukrotnie wziął udział w igrzyskach olimpijskich. Na igrzyskach w 1920 roku zajął 4. miejsce w finale trójskoku, natomiast na igrzyskach rozgrywanych cztery lata później zajął 8. miejsce w finale trójskoku oraz wywalczył 10. miejsce w finale konkursu skoku wzwyż.